# سيكلوسيليكات الزركونيوم والصوديوم
سيكلوسيليكات الزركونيوم والصوديوم ( ZS-9 ) هو دواء يستخدم لعلاج ارتفاع البوتاسيوم في الدم، يباع باسمه التجاري Lokelma تظهر آثاره خلال ساعة إلى ست ساعات. ويؤخذ عن طريق الفم.
تشمل آثاره الجانبية الشائعة التورم وانخفاض البوتاسيوم في الدم، ويُحتمل أن يكون استخدامه آمنًا أثناء الحمل والرضاعة الطبيعية، يعمل على ربط أيونات البوتاسيوم في الجهاز الهضمي والتي تفقد بعد ذلك في البراز.
وافق الاتحاد الأوروبي والولايات المتحدة على استخدامه الطبي في 2018، وطورته شركة آسترازينيكا البريطانية، تُكلف الجرعة الواحدة منه في الولايات المتحدة حوالي 24 دولار أمريكي، وفي المملكة المتحدة تُكلف 7.12 جنيه إسترليني.